# چیپرانا
چیپرانا (به اسپانیایی: Chiprana) یک شهرداری در اسپانیا است که در استان ساراگوسا واقع شده‌است.

## خصوصیات
چیپرانا ۳۸ کیلومترمربع مساحت و ۳۶۸ نفر جمعیت دارد.